# Умбозеро
Умбозеро (рус. Умбозеро) велико је слатководно језеро смештено у централном делу Мурманске области, на крајњем северозападу европског дела Руске Федерације. Површина језерске акваторија је 422 км², док је површина сливног подручја око 2.130 км². Са максималном дубином од 115 метара Умбозеро је најдубље језеро у Мурманској области, и 20. по дубини језеро у целој Русији. Просечна дубина језерске воде је око 15 метара.
Језеро Умбозеро налази се стешњено између планинских масива Хибини на западу и Ловозерских тундри на истоку, и лежи на андморској висини од 149 метара. Под ледом је од краја октобра до краја маја.
Језерска акваторија је административно подељена између Ловозерског рејона и Кировског градског округа.
Из језера отиче река Умба и прко ње оно је повезано са басеном Белог мора.